# Стеван Сремац
Стеван Сремац (Сента, 11. новембар 1855 — Сокобања, 12. август 1906) био је српски писац епохе реализма и академик. Како су његови родитељи преминули док је још био дете, о Стевану се бринуо његов ујак, Јован Ђорђевић, српски књижевник. Стеван Сремац је учествовао у ратовима 1876—1878. године. Школовао се и одрастао у Београду, а почео је касно да се бави књижевношћу, у својим тридесетим годинама.
Припадао је епохи реализма, а његова најпознатија дела су Ивкова слава, Поп Ћира и поп Спира и Зона Замфирова.

## Биографија

### Порекло
Преци Стевана Сремца су из Старе Србије и они су у Војводину дошли у 17. веку, у време Чарнојевићеве сеобе или касније. Његови преци су, највероватније, најпре дошли у Срем, прешли у Бачку, а у време мађарске револуције 1848. године затекли се у Сенти, где су се стално настанили. Сремчев деда по мајци Филип Ђорђевић био је угледни сенћански трговац. Имао је радњу у Сенти, био члан Градског већа и Матице српске. Образован и имућан, помагао је при реализацији културних и националних пројеката тога времена, посебно очувању српске културне баштине. У 24. години Филип се оженио Аном Малешевић са којом је имао девет кћери, међу њима је била и Стеванова мајка Екатерина (1834—1858), и једног сина Јована, који ће после смрти Сремчевих родитеља бити његов старатељ.

### Младост
Рођен је у Сенти, у Бачкој, 11. новембра 1855. године, у занатлијској породици, његов отац Аврам Сремац био је сенћански кројач скромног порекла, а мајка Екатерина из угледне српске трговачке породице Филипа Ћорђевића, из истог места. Аврам Сремац и Екатерина Ђорђевић венчали су се у Сенти 12. новембра 1853. године, у православном храму светог архангела Михаила. Аврам је тада имао 24 године, а Екатерина 19. Из тог брака родило се троје мушке деце: Стеван 1855, Јован 1857. и Андреј 1858. године.
Стеванов отац Аврам волео је кафану и често у њој остајао до дуго у ноћ уживајући у пијанкама и коцки на којој је обично губио велике суме новца. Временом је постао груб према жени, па су се из њихове собе понеки пут чули псовка и плач. Стеван га је описао:
| „               | Био је лепо развијен, са ведрим, веселим очима и руменим лицем. Носио се како се носе немеши и велика господа. Шешир мало наеро, увек обријан и брци уфитиљени. Са нама се мало занимао, иако нас је много волео... Кући је често касно долазио, због чега се, понеки пут, чули псовка и плач, али се он на то није обазирао... | ” |
| — Стеван Сремац | |   |

Браћа су рано остала без родитеља. Мајка им је умрла веома млада, са 24 године (Стеван је тада имао три године), а 1864. године, шест година касније, умире им и отац. Дечаци су одрасли у дединој кући, а како су брзо остали и без деде, бригу о њима преузео је ујак Јован, који се са сестром Мартом 1868. године преселио у Београд. Ту је завршио гимназију (1875) и определио се за студије историје на Великој школи у Београду и за припадност Либералној странци. Као добровољац учествовао је у ратовима 1876. и 1877— 1878. 1878. свршио је историјско-филолошки одсек Велике школе. Свој радни век провео је као професор у гимназијама у Нишу, Пироту и Београду. Као добровољац учествовао је у ратовима 1876. и 1877−1878. године.

### Либерал
Рођен у Бачкој, где је сан о великој Србији било основно духовно обележје, брзо је пришао Либералној странци која се заносила романтичном прошлошћу, а у пракси била потпора режиму Обреновића. То га је окренуло против свега што је ново и што је дошло са стране, из Европе. То га окренуло и против Светозара Марковића и његових присталица, па је до краја живота остао окорели конзервативац окренут прошлости, противник сваке промене. Сремац је на страни газда, бирократије, власти и владара; он је против сеоске сиротиње и слободоумних учитеља. У „Луминацији на селу“ и „Вукадину“ проговорио је Сремац либерал, огорчен на политичке противнике и нетрпељив.

### Каснији живот и смрт
За време док је Сремац био професор у Нишу, јавља се кратко 1891−1892. године као слободни зидар, члан нишке масонске ложе Немања (основане 1891). Напустио је 16. новембра 1892. године по својој молби Ниш и прешао у Београд да буде професор Треће београдске гимназије.
Умро је 25. августа 1906. године у Сокобањи од сепсе. Сахрањен је о државном трошку са великим почастима на Новом гробљу у Београду.

### Личност и приватни живот
Породица Ђорђевић живела је у великој кући у средишту Сенте и ту неговала српску традицију и национално васпитање, што ће најпре мајка Екатерина, а потом и ујак Јован снажно пренети на младог Сремца. То васпитање и тај дух Стеван Сремац ће потом преточити у морално начело кога се стриктно придржавао не само у животу, већ и у свом књижевном делу, што је најизраженије у историјским приповеткама о српским жупанима у циклусу под насловом "Из књига староставних". Стеванов ујак, Јован Ђорђевић, српски књижевник и тада један од највећих родољуба у Србији, аутор је химне Србије "Боже правде".
Сремчев брат Јован био је дворски лимар, док је млађи Андрија постао кројач. Он је отишао у Америку, постао имућан и живео у граду Вест Инглвуд, у америчкој савезној држави Њу Џерси. Андрија је свом родном граду Сенти завештао 1938. године 100.000 динара ради оснивања задужбине за школовање сироте деце, а такође поклонио Српској православној црквеној и школској општини у Сенти три ордена Стевана Сремца, који се данас чувају у сенћанској библиотеци. Јован Сремац је после Стеванове смрти 1906. године поклонио граду Нишу и Народној библиотеци његову вредну личну библиотеку од скоро 1.000 књига.
Његов пријатељ и савременик, Антун Густав Матош, описао га је једном приликом:
| „                    | Бијаше висок, здрав, лијеп човек, "без фелера"... Румен, рано сијед, сијерих очију, бркат, дугуљастих образа, правилног, мало завијеног носа, крупних обрва, високог бијелог чела. У говору је "врскао"; имао је потежи језик. Крупан глас, ситни кораци, тип старог гарсона, интелектуалног бећара. Само гологлав у оној бујној као грива слободној коси, издаваше се на први поглед као артист и интелектуалац. | ” |
| — Антун Густав Матош | |   |

## Књижевно дело
Што је реткост у српској књижевности, Сремац није почео писати као млад човек, на ђачкој клупи, но као зрео човек, тек пред 1890. Под шифром »Сенићанин« почео је у Босанској вили 1888. објављивати своје поетске слике из српске историје. 1889. изишла је његова прва сатирична приповетка у нишком листу Стара Србија за 1889. Али на јавност је избио и глас стекао тек приповетком Ивкова слава која се појавила 1895. у Српском прегледу. Охрабрен тим великим успехом, он је стао живо радити, и за десетак година објавио знатан број радова, неколико романа и цео један низ хумористичних и сатиричних приповедака.
У тридесет и трећој години живота, 1888. године, почео је да објављује прозне хронике о личностима и догађајима из српске прошлости, које су се појавиле као књига 1903. године под насловом „Из књига староставних“. То је било пишчево одуживање дуга професији историчара, љубави према националној прошлости и сну о великој Србији. Сремац је написао расправе о Ромима, Ђорђу Кастриотићу и две опширне критике на књиге Б. Прокића и П. Кнежевића.
Ивкова слава, у засебној књизи, имала је два издања (Београд, 1895. и 1899), а 1901. Сремац ју је драматизовао у друштву са Драгомиром Брзаком. Исту приповетку по други пут је 1898. драматизовао београдски глумац Веља Миљковић. »Лимунација« на селу изишла је у Београду 1896 (друго издање у Београду 1912). Поп Ћира и поп Спира, у два издања (Карловци, 1898. и Београд, 1911). Вукадин (Загреб, 1903), Зона Замфирова (Београд, 1907). [И Зона је драматизована.] Од важнијих његових сатиричних и хумористичних приповедака, штампаних у засебним књижицама, ваља поменути: Божићна печеница (Београд, 1898), Чича-Јордан (Мостар, 1903), Јексикаџија (Мостар, 1904), Три приповетке (Карловци, 1904), Скице (Мостар, 1905), хумористични спев, који је сам илустровао, Човекова трагедија или бал у Елемиру (Београд, 1907), Кир Герас (Београд, 1908). Затим, у шест свезака изишле су његове поетизације народне историје Из књига староставних (Нови Сад, 1903—1909). Сем тога, велики број мањих приповедака, књижевних оцена, полемичних чланака, и неколико историјских расправица. У времену око 1900. Сремац је био најплоднији и најпопуларнији српски писац.
Реалистичку прозу почео је да пише тек после доласка у Београд. Дугогодишњи живот у Нишу, од 1879. до 1892, био је период стваралачке инкубације. Прву реалистичку приповетку објавио је 1893. године под насловом „Божићна печеница“, а потом су уследиле „Ивкова слава“ (1895), „Вукадин“ (1903), „Лимунација на селу“ (1896), „Поп Ћира и поп Спира“ (1898), један од најбољих хумористичких романа у нашој књижевности и „Зона Замфирова“ (1906), најбоље компоновано Сремчево дело. Иначе, Сремац је био познат као „писац са бележницом“. Његова дела су углавном реалистична и садрже одређену дозу хумора у себи. Карактеристичност његовог стваралаштва је такође и епизодичност. Такође битно је да су његова дела везана за три релације: Београд-Ниш-Војводина.

### Историјске приче
Као професор историје, занимајући се увек историјским делима, са урођеном романтичном љубављу за прошлост, Сремац је сав био у идејама историјскога традиционализма. Историја за њега није била ни наука ни занат, но страст, поезија, вера и патриотизам, силно средство за јачање народне душе и подизање народне свести. У двобоју између старе, романтичне и »патриотске« историјске школе Панте Срећковића и нове, научне, и »неродољубиве« школе Илариона Руварца, он је одлучно, пркосно, био на страни старих.
И он се даје на поетско препричавање народне прошлости и пише цео један велики циклус историјских слика Из књига староставних (Велики жупан Часлав, Владимир Дукљанин, Војислав Травуњанин, Велики жупан Властимир, Мутимир и браћа му, Растко, Краљ Драгутин, Смрт цара Лазара, Заборављени Обилићи, итд.). Он у прози опева и велича херојску прошлост, стару славу и витештво српско. Суве податке из грчких хроничара и српских летописаца и старих биографа он је огрнуо у вео поезије, и у лирском тону, ритмичним и китњастим реченицама, готово у »слободном стиху«, опевао старе јунаке. У тај посао он је уложио много труда и књижевних амбиција, али је успех био осредњи. То за историју није било довољно тачно, а за књижевност недовољно уметничко. Историјска истина је жртвована, машта је преузела права истине, историјско осећање је слабо, и све се више своди на реторске амплификације, усиљен патос, ређање живописних и звучних речи. Велика публика која је Сремца иначе верно пратила, осетила је праву вредност хибридног покушаја поетске историје и историјске поезије, и ма колико да је он полагао, циклус Из књига староставних није могао успети, пише Скерлић.

### Сатира
По Јовану Скерлићу, са Сремчевим традиционализмом у историји у вези је његов традиционализам у политици. Конзервативац у души, он је био пун нежности за »старо добро доба« и пун неповерења, каткада и нерасположења према свему што је ново. Модерне идеје духовног, политичког и социјалног ослобођења он је сматрао као једну изопаченост духова, болесно фантазирање, залудно трошење српске народне снаге, несвесну издају заветне мисли. У њему се сачувао тип старог »црквара« и »родољубца« српског из Војводине отпре 1848. године, онога који неће да зна ни за шта друго до за »веру и народност«. У том конзерватизму и мизонеизму, критицизам и позитивни реформаторски дух нове Србије седамдесетих и осамдесетих година био му је дубоко антипатичан. Те његове природне склоности су још више развила два човека који су на њега имали велики утицај, његов ујак Јован Ђорђевић, професор историје на Великој школи, и Љубомир Недић, који га је увео у књижевност. У многим својим приповеткама, делимично у Вукадину, у целом једном роману »Лимунацији« на селу, — политички и полемични чланци остављају се на страну — Сремац је изишао са својим плахим мржњама на »народне људе«, радикале и социјалисте, на професоре природних наука и учитеље, не марећи много чак ни за сеоски свет. Мржње су га заслепљавале, и он је из сатире прелазио у грубе карикатуре, чинећи неправде и увреде и идејама и људима који му се нису свидели. Те његове политичке сатире и карикатуре одају га више као партијска човека но као књижевна посматрача, и доказ су само ускости његових видика и његове велике политичке нетрпељивости.

### О Нишу
Ако Сремац није марио за нову Србију, политичарску и демократску, он је све своје симпатије дао новоослобођеним крајевима, где се био задржао стари, »старовремски« патријархални живот. У Нишу је провео десетак најбољих и најведријих година свога живота; »Ниш је место књижевног надахнућа његовог«, вели један његов биограф. Ту је одиста и почео писати, сликом из нишког живота Ивкова слава стекао је глас, као што му је друга једна слика нишкога живота, Зона Замфирова, можда најбољи књижевни посао. Романтичар по своме духу, не марећи за »хладан, бездушни Запад«, како је сам писао, у Нишу, одмах после ослобођења, наишао је на комад живописног, егзотичног Истока, где се стари живот, старе идеје сачувале у свој својој снази. И он се врло добро осећао у тим источњачким декорацијама и међу простим али срдачним »људима старога кова«, за које у животу нема проблема али има животне радости. Он је осетио поезију старог, источњачког и патријархалног Ниша, и почео опевати весело »живовање« »старовремских« Нишлија, дао »слику, како сам вели, из веселих и безбрижних дана старог Ниша, једну слику старих и добрих Нишлија...« И он је то учинио, занимљиво и живописно, топло и пријатно, са много локалне боје, често у карактеристичном дијалекту нишком. Те слике из Ниша радио је са нарочитом љубављу, уносио у њих један део своје младости, и зато су му те ствари тако успеле и имале толиког заслуженог успеха.

### Реализам
Између Јакова Игњатовића и Стевана Сремца има извесних сличности. Обојица су Срби из Угарске, рођени на периферији српскога народа; обојица су занесени пријатељи »старога доброг доба«, патријархалности у народном животу, традиционализма и конзервативности у политици; обојица поетизују и препричавају народну прошлост, обојица пишу хумористичне романе, обојица имају велику љубав за прост свет и за нижи живот, обојица су реалисти не по уверењима но по инстинкту и по укусу.
Сремац је нарочито реалиста по начину писања. Као што су радили велики реалистички писци, он је пажљивим оком посматрао живот, у своју бележницу уносио карактеристичне речи, згодне анегдоте, гестове, ситуације, изреке, песме, фразе, исечке из новина, огласе, дописе, изјаве, »материјал«, једном речју, како сам вели, из кога ће доцније конструисати своје приповетке. Тиме ће он свом делу дати јаку локалну боју и потпуно реалистичко обележје. Полазећи од једне згодне анегдоте, извучене из гомиле »сижеа«, како их он назива, он је проширује, допуњује новим мањим анегдотама, уноси типове, и све то занимљиво прича увек живим и живописним језиком. И његове личности чине утисак верних фотографија, а његово дело даје утисак непосредне стварности.

### Сукоб писца и политичара
У Сремчевом делу сукобљавају се две стране његове личности: Сремац грађанин и политичар и Сремац писац. Као грађанин, Сремац је на страни старог, патријархалног и старовременског у људима и животу, на страни онога што полако чили и нестаје. Његов живот у паланци је живот у амбијенту који воли, који му „лежи“. Као политичар је на страни конзервативних идеја, на страни оних који имају и владају. Сремац писац надвладава Сремца политичара и тада настају приповетке и романи трајне уметничке вредности. Изабран је за редовног члана Српске краљевске академије 3. фебруара 1906. године али није због смрти стигао да одржи приступну беседу.

## Књижевни утицаји и узори
Као приповедач Сремац се у великој мери ослањао на ранију традицију српске прозе, нарочито на дела Јакова Игњатовића. Са Игњатовићем га повезују многе заједничке црте: конзервативност и традиционализам, идеализација прошлости, љубав према простом свету чији живот најрадије приказују у својим делима, хумор.
Од страних писаца највише је волео Сервантеса и Гогоља. Са Гогољем га повезују такође многе заједничке особине, нарочито у стилу и књижевном поступку.
Познавао је и ценио енглески реалистички роман 18. и 19. века: Филдинга, Свифта, Дикенса, Џорџа Елиота.
По познавању домаће и стране књижевности и начитаности, Сремац спада у најобразованије српске писце друге половине 19. века.

## Признања
Премијер КЈ Драгиша Цветковић открио је Сремчеву бисту у Нишком народном позоришту 24. децембра 1939.
Био је одликован са три ордена:
- 1896. - Таковским крстом IV степена. Орден Таковски крст Стеван Сремац је добио за војне заслуге, као добровољац у „Ђачкој батерији” Милана Кујунџића Абердара током српско-турског рата 1876-1878. године.[17]
- 1900. - Орденом Светог Саве IV ред, додељеном у време краља Александра Обреновића (1889−1903)
- 1904. - Орденом Светог Саве III степена, додељеном 1904. године у време краља Петра I Карађорђевића (1903−1921). Ордење Светог Саве Стеван Сремац је добио за цивилне заслуге у области просвете и књижевности.

## Дела
- Ивкова слава, 1895.
- Поп Ћира и поп Спира, 1898.
- Зона Замфирова, 1903.
- Насрадин-хоџа, 1894
- Из књига староставних

Приповетке
- Вукадин
- Лимунација на селу
- Чича Јордан — једна слика, 1901.
- Кир Герас, 1903.
- Ибиш-ага
- Нова година
- Аца Грозница — слика из Бачке, 1905.
- Идеал, 1904.
- Дим и дим, 1904.
- Мица и Микица – или »За ’но наше негда што бијаше«, 1904.
- Ђокица — слика из Београда приликом пописа људства и стоке, 1904.
- Малер — слика из Београда приликом пописа људства и стоке, 1905.
- Зли поданик
- Нова година, 1904.
- Јусуф-агини политички назори
- Јунак дана – или »Његов дан«, 1904.
- Нацкова женидба, 1906.
- Јексик-аџија, 1902.
- Прва жалост Пушина — једна сличица, 1902.
- Капетан Марјан — једна слика, 1902.
- »Часна старина!...« — слика из друштва, 1903.
- У трамвају – илити: Једна — ако ма и овлаш прелистамо нашу историју — јасна и доказана истина — (У виду скице један панегирик генију српском.)
- Поштарев испит — сличица
- Божићна печеница
- Максим — једна троглава силуета из наших дана
- Бури и Енглези — сличица из српског живота
- Погрешно експедовани аманет — слика из београдског живота која би управо требало да уђе у Тасин дневник
- Политички мученик — сличица из нашег друштва
- Пазар за старо — привредно-економска слика из живота београдских домаћица
- Путујуће друштво
- Ћир Моша Абеншаам − или прича о тме како је ћир Моша изгубио једну своју повластицу, 1902.
- Пера Дружески — слика из нашег друштвеног живота, 1904.
- Величанствена шетња мадам-Помпадуре  – или (Што је рек′о Вук Врчевић) »Али је боља наравска али учена«, 1906.
- Seccesio plebis
- Либаде — скица
- Ћирин јубилеј
- Прича о томе како је један књижевник појео мецената свог — скица
- Човекова трагедија – или – Бал у Елемиру – истинит догађај, епос у 10 песама

Напомена: Текст преузет са презентације http://www.znanje.org уз одобрење.

### Филмови
Сремчева дела су од 1957. до данас приказана на филмском платну:
- 1957. Поп Ћира и поп Спира
- 1961. Мица и Микица (ТВ)
- 1962. Јунаци дана (ТВ)
- 1967. Зона Замфирова (ТВ)
- 1968. Вукадин (серија)
- 1972. Поп Ћира и поп Спира (ТВ)
- 1982. Поп Ћира и поп Спира (мини-серија)
- 2002. Зона Замфирова
- 2005. Ивкова слава
- 2007. Божићна печеница (ТВ)
- 2007. Оно наше што некад бејаше (ТВ серија)